# Haworthia floribunda var. major
Haworthia floribunda var. major és una varietat de Haworthia floribunda del gènere Haworthia de la subfamília de les asfodelòidies.

## Descripció
Haworthia floribunda var. major és una planta suculenta perennifòlia de fulles gruixudes i sense tija, que creixen de rosetes. Les rosetes tenen fins a 7,5 cm de diàmetre, cadascuna amb unes 20 fulles. Les fulles llargues i estretes són de color verd fosc a verd groguenc brillant, de fins a 3,5 cm de llarg, en forma de llança i canalitzades, es redueixen i es tornen fins a puntes fines i allargades. Les flors són blanques i fan fins a 15 cm de llarg.

## Distribució i hàbitat
Aquesta varietat creix a la província sud-africana del Cap Occidental, concretament creix a l'àrea de Swellendam.
Aquesta varietat sol créixer als vessants nord o nord-oest, entre pastures i pedres petites. A causa del mateix color que l'herba, no sempre és fàcil de detectar on forma petits grups. Més endavant, Bayer va descrobrir una nova localitat més al nord-oest de Sellendam. Aquí les plantes tenen un aspecte diferent, gairebé com variegata, amb punts blancs a les fulles i una roseta més oberta.

## Taxonomia
Haworthia floribunda var. major va ser descrita per M.B.Bayer i publicat a Haworthia Revisited: 74, a l'any 1999.
Etimologia
Haworthia: nom en honor del botànic britànic Adrian Hardy Haworth (1767-1833).
floribunda: epítet llatí que vol dir "en procés de floració".
var. major: epítet llatí que significa "més gran, alt, extens".
Sinonímia
- Haworthia kondoi M.Hayashi, Haworthia Study 3: 13 (2000).[7]